# Fjodor Sjaljapin

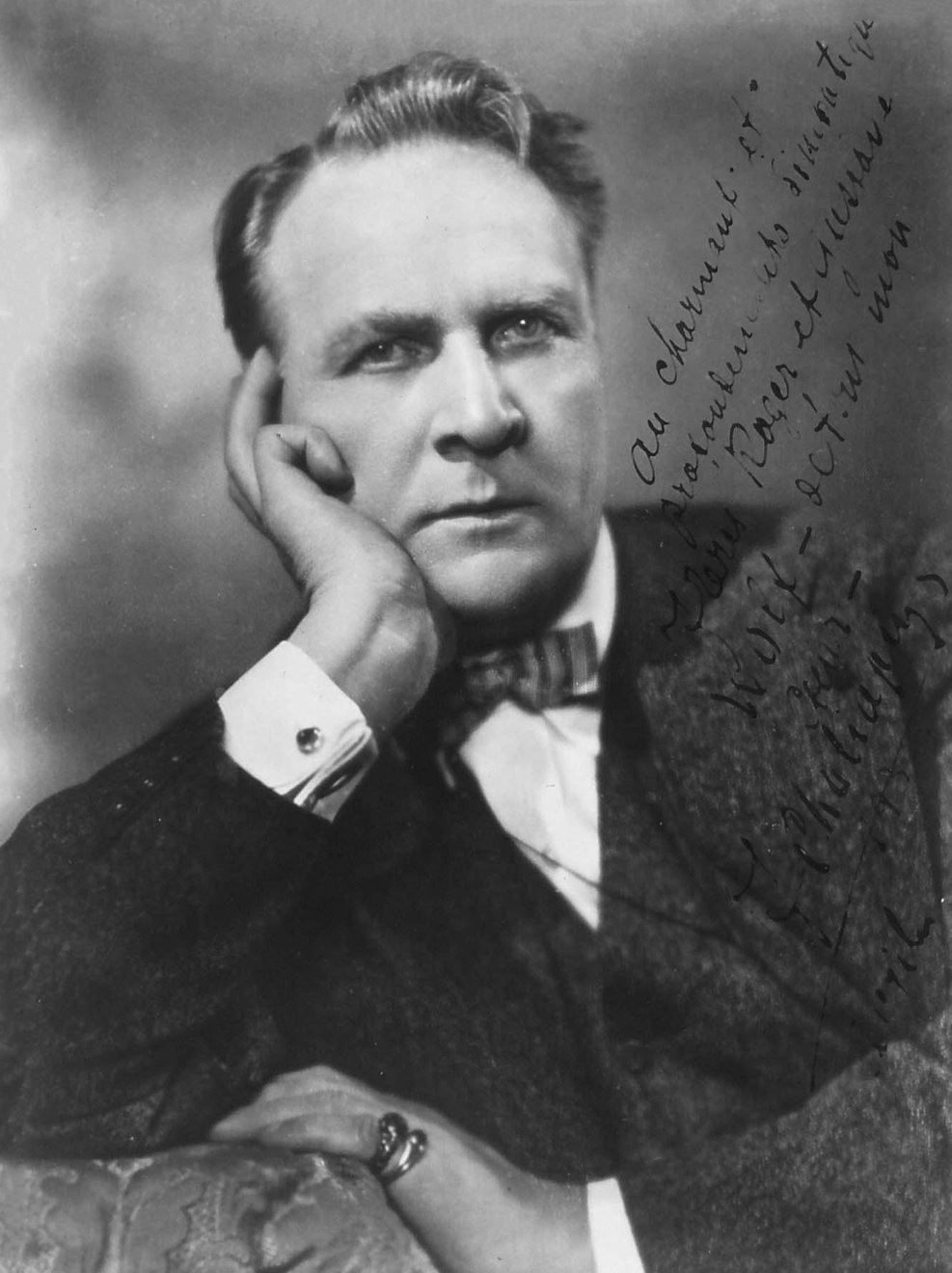
Fjodor Sjaljapin

Fjodor Ivanovitj Sjaljapin (ryska: Фёдор Иванович Шаляпин), född 13 februari (1 februari enligt g.s.) 1873 i guvernementet Kazan i Ryssland, död 12 april 1938 i Paris i Frankrike, var en rysk operasångare (bas). 

## Biografi
Fjodor Sjaljapin slog igenom internationellt redan 1901, men lämnade hemlandet först 1921. Han var mellan åren 1899 och 1921 engagerad i Sankt Petersburg och Moskva. Han var sedan knuten till Metropolitan Opera i New York mellan 1921 och 1929. Sjaljapin kreerade de stora ryska operarollerna på många scener i världen.
Maxim Gorkij långa novell En bikt (1908), där en ung fabriksarbetare söker Gud, tillägnades Fjodor Sjaljapin, vilket ogillades av Lenin.
Han framträdde 1922 vid en konsert i Stockholm och gästspelade därefter åren 1930, 1931 och 1935 i operaföreställningar. Sjaljapin blev utländsk ledamot nr 277 av Kungliga Musikaliska Akademien 1935.

## Övrigt
Asteroiden 2562 Chaliapin är uppkallad efter honom.